# Tornados de 2008
Este artículo documenta los tornados y oleada de tornados que ocurrieron en 2008, principalmente (pero no todos) en los Estados Unidos. La mayoría de los tornados se formaron en los Estados Unidos, aunque algunos ocurrieron en otras partes del mundo, principalmente en la parte vecina del sur de Canadá durante la temporada de verano del Hemisferio Norte. Algunos tornados también se formaron en Europa, como fue el caso del Reino Unido, Polonia o en Alemania.
En la temporada de 2008 hubo 2,192 tornados reportados en los Estados Unidos (de los cuales 1,691 fueron confirmados), y 125 muertes confirmadas.
Esta temporada fue la más mortífera en los Estados Unidos desde la temporada de tornados de 1998. Nueve otras muertes fueron reportadas en el resto del mundo; tres en Francia, dos en Bangladés y Polonia, y uno en Rusia y China. Con 1.691 tornados confirmados, la temporada de 2008 fue clasificada como la segunda temporada más activa en su historia; superada solo con la temporada de 2004 con 1.817 tornados confirmados. El estado de Kansas recibió la mayoría de los tornados en los Estados Unidos con 187.

## Eventos
Tornados de 2008 para EE.UU. - Datos finales no oficiales

| Confirmado Total | Confirmado EF0 | Confirmado EF1 | Confirmado EF2 | Confirmado EF3 | Confirmado EF4 | Confirmado EF5 |
| 1691             | 984            | 500            | 148            | 49             | 9              | 1              |